# Nel tempo e nell'amore
Nel tempo e nell'amore è un album di Michele Zarrillo, pubblicato nel 2008.
Si tratta di una raccolta dei successi dal 1981 al 2008, in 2 CD, e contiene la canzone presentata al Festival di Sanremo di quell'anno, L'ultimo film insieme.

## Tracce

### CD 1
1. L'ultimo film insieme (inedito) (Giampiero Artegiani e Michele Zarrillo)
2. L'alfabeto degli amanti (Vincenzo Incenzo e Michele Zarrillo)
3. Il segreto di una donna (Vincenzo Incenzo e Michele Zarrillo)
4. Occhi siciliani
5. Cinque giorni (Vincenzo Incenzo e Michele Zarrillo)
6. Innamorando
7. Adesso
8. Strade di Roma (Vincenzo Incenzo, Antonello Venditti, Michele Zarrillo)
9. I giorni di una vita (2008 version)
10. Il sopravvento
11. L'elefante e la farfalla (Vincenzo Incenzo e Michele Zarrillo) (2008 version)
12. Non arriveranno i nostri
13. Come hai potuto (2008 version)
14. Gli assolati vetri
15. La notte dei pensieri
16. Domani

### CD 2
1. Vie parallele (inedito)
2. L'amore vuole amore
3. Soltanto amici
4. Su quel pianeta libero (Paolo Amerigo Cassella, Totò Savio e Michele Zarrillo)
5. Tutta la vita che c'è
6. Ragazza d'argento
7. Una rosa blu (Paolo Amerigo Cassella, Totò Savio e Michele Zarrillo)
8. Bellissima
9. Io e te
10. Gli angeli
11. Soltanto un attimo
12. L'amore che resta
13. Il vincitore non c'è
14. Ad un uomo da me
15. Il canto del mare
16. L'acrobata (2008 version)

## Formazione
- Michele Zarillo - voce, chitarra, pianoforte
- Paolo Costa - basso
- Phil Mer - batteria
- Maurizio Mariani - basso
- Roberto Di Virgilio - chitarra
- David Pieralisi - chitarra, chitarra classica
- Rino Zurzolo - contrabasso
- Giampiero Artegiani - pianoforte
- Alessio Graziani - pianoforte, tastiere
- Andrea Pace - sax contralto, sax tenore
- Lorenzo Maffia - tastiere
- Gabriele Benigni - violino
- Marcello Sirignano - violino
- Maurizio Missiato - violino
- Pino Bono - violino
- Alessandra Leardini - violoncello
- Anna Rita Cuparo - violoncello